# Slaggen
Slaggen is een plaats in de gemeente Falun in het landschap Dalarna en de provincie Dalarnas län in Zweden. De plaats heeft 74 inwoners (2005) en een oppervlakte van 18 hectare. De plaats ligt aan de rand van een bos, vlak bij een klein meer.